# Брезје (Вишеград)
Брезје је насељено мјесто у општини Вишеград, Република Српска, БиХ. Према попису становништва из 1991. у насељу је живјело 16 становника.

## Становништво
| Националност       | 1991.       |
| Муслимани          | 12 (75,00%) |
| Срби               | 4 (25%)     |
| остали и непознато |             |
| Укупно             | 16          |

| Демографија | Демографија | Демографија |
| Година      | Становника  | Становника  |
| ----------- | ----------- | ----------- |
| 1991.       | 16          |             |